# 바타비아

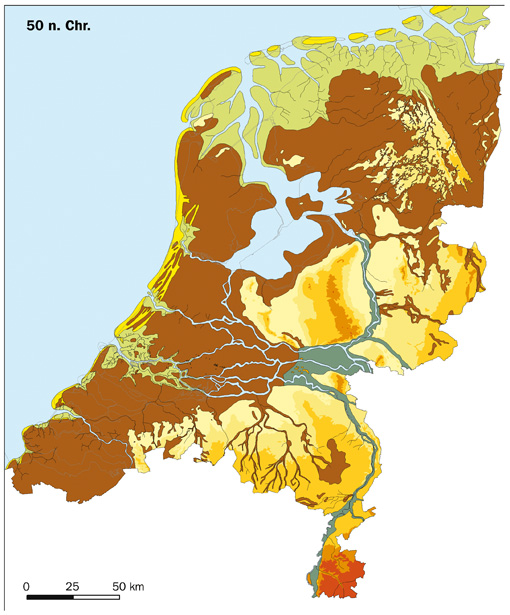
기원후 50년경, 간척되기 전의 네덜란드 지형도. 연두색은 갯벌, 갈색은 습원이다. 이 시기에는 지도 가운데 부근의 노란색만 마른땅이었으며, 여기가 바타비아에 해당한다.

바타비아(라틴어: Batavia, 네덜란드어: Betuwe 베튀우어[ˈbeːtyu.ə][*])는 네덜란드의 역사적 지리적 지역으로, 라인강과 뫼즈강의 삼각주로 형성된 비옥한 지역이다. 네덜란드 간척이 이루어지기 전부터 마른땅이었던 “네덜란드 내륙 본토”에 해당하던 지역이다.
로마 제국 시절 중요한 전방 지역이었으나, 바타비아라는 이름 자체는 로마 이전부터 있었던 것으로 추측된다.
오늘날 바타비아는 헬데를란트주의 일부분이다. 헬데를란트 중에서 링어바르트・아른험・네이메헌・오버르베튀우어・네더르베튀우어・뷔런・틸・퀼럼보러흐・베스트베튀우어 이렇게 9개 지자체가 바타비아에 해당한다.